# Реклингхаузен, Фридрих Даниель фон
Фридрих Даниель фон Реклингха́узен (нем. Friedrich Daniel von Recklinghausen; 2 декабря 1833, Гютерсло, Пруссия — 26 августа 1910, Страсбург, Германская империя) — немецкий патологоанатом.

## Биография
В 1855 году окончил медицинский факультет Берлинского университета. Вначале работал ассистентом в институте патологии того же университета под руководством «отца патологии и клеточной теории» Рудольфа Вирхова.
С 1864 года профессор и заведующий кафедрой патологической анатомии в Кёнигсберге, затем в Вюрцбурге. С 1872 года профессор, а с 1885 года ректор Страсбургского университета.

## Вклад в медицину
Наиболее крупные научные труды посвящены туберозному склерозу, паратиреоидной остеодистрофии и фиброзному оститу; эти заболевания и ряд других патологических процессов назывались и называются его именем.
Реклингхаузеном были проведены исследования рахита и остеомаляции, ставшие впоследствии классическими. Разработал метод импрегнации тканей серебром и использовал его для изучения лимфатической системы, исследовал строение лимфатических узлов и серозных оболочек. Одним из первых описал способность лейкоцитов поглощать частицы красящих веществ. Известны работы Фридриха фон Реклингхаузена о происхождении гноя, ретроградной эмболии, ишемии, расщепление позвоночника, об аденомиомах матки и фаллопиевых труб.
У Реклингаузена стажировался С. С. Боткин.

## Труды
- Die Lymphgefäße und ihre Beziehungen zum Bindegewebe (1862)
- Mikrophotographien nach pathologisch-anatomischen Präparaten (1878)
- Die multiplen Fibrome der Haut und ihre Beziehungen zu den multiplen Neuromen (1881)
- Handbuch der allgemeinen Pathologie des Kreislaufes und der Ernährung (1883)
- Untersuchungen über die Spina bifida (1886)
- Die fibröse oder deformirende Ostitis, die Osteomalacie und die osteoplastische Carcinose in ihren gegenseitigen Beziehungen (1891)
- Adenomyome und Cystadenome der Uterus- und Tubenwandung, ihre Abkunft von Resten des Wolff’schen Körpers (1898)
- Ehrenpräsident der Deutschen Gesellschaft für Pathologie (1905)